# Labouquerie
Labouquerie är en kommun i departementet Dordogne i regionen Nouvelle-Aquitaine i sydvästra Frankrike. Kommunen ligger i kantonen Beaumont-du-Périgord som tillhör arrondissementet Bergerac. År 2018 hade Labouquerie 206 invånare.

## Befolkningsutveckling
Antalet invånare i kommunen Labouquerie
Referens:INSEE